# Aguascalientes (hạt)
Aguascalientes là một hạt ở bang Aguascalientes. Thủ phủ là thành phố Aguascalientes, cũng là thủ phủ bang. Năm 2005, dân số đô thị này là 723.043 người, phần lớn sinh sống ở thành phố Aguascalientes.

## Địa lý
Aguascalientes nằm ở phía nam thung lũng chia đôi bang này và giáp các hạt El Llano, Jesús María, Calvillo, Asientos, và San Francisco de los Romo ở cùng bang và giáp bang Jalisco về phía nam. Diện tích đô thị này là 1.169 km².